# Zeynep Ersan
Zeynep Ersan, née le 6 janvier 1967 à Ankara en Turquie, est une journaliste suisse romande, directrice et rédactrice en chef du magazine d'information aux consommateurs Bon à savoir de 2006 à 2018 et, dès 2011, également membre de la direction générale de KonsumentenInfo AG, société éditrice des titres alémanique K-Tipp, Saldo, K-Geld, Gesundheitstipp et Kulturtipp. Ces titres totalisent 2,5 millions de lecteurs en Suisse, dont plus de 400 000 pour le seul Bon à Savoir.
Elle a été directrice de la communication et de l'innovation de Aevis Victoria SA, plus particulièrement active dans son pôle médical Swiss Medical Network, jusqu'en janvier 2021, avant de rejoindre Le Temps SA à la suite du rachat du titre par la Fondation Aventinus.
Elle est l'auteure de plusieurs ouvrages, dont le plus récent est consacré à la Turquie.

## Biographie
En 1995, elle s'installe à Zurich comme correspondante indépendante pour plusieurs titres romands dont Femina, La Liberté, L'Illustré, 24 Heures et collabore avec la rédaction zurichoise du magazine Construire (actuel Migros Magazine).
Dès 2003, elle collabore aux magazines Tout Compte Fait et Bon à Savoir. Christian Chevrolet, fondateur de Bon à Savoir (1997), l'engage comme journaliste en 2005 et lui propose la rédaction en chef en 2006 puis, en 2011, la direction des Éditions Plus, société éditrice des titres romands. La même année, elle rejoint la direction générale du groupe KonsumentenInfo AG, à Zurich. Elle développe la renommée du titre par diverses prises de parole dans les médias,,,,,
.
En 2012, elle franchit une étape supplémentaire sur le web en développant la présence numérique du titre (premier site créé en 1999). Elle fusionne les rédactions de Bon à Savoir et Tout Compte Fait afin de permettre à l'ensemble de la rédaction de produire du contenu distinct pour les deux titres ainsi que pour leurs prolongements en ligne. Fin 2015, elle pilote la fusion des deux titres ainsi qu'une profonde réorganisation des équipes rédactionnelles,.
Entre 2012 et 2016, elle défend en Suisse romande l'initiative populaire fédérale dite Pro Service Public,,,,, lancée exclusivement par les magazines de consommateurs édités par Konsumenteninfo que le peuple suisse a rejeté en votation le 5 juin 2016.
En 2017, elle lance le magazine Ma Santé consacré aux questions qui touchent à la santé en Suisse (politique de la santé, assurances, droit de la santé, médicaments, etc.) dans une logique de maintien en santé. Une seule équipe de journalistes et de juristes collaborent aux deux titres.
La même année, elle participe comme bénévole au lancement de Bon pour la Tête, site d'information romand né à la suite de la fermeture de magazine L'Hebdo et préside quelques mois l'association.
De 2011 à 2018, elle anime un cours au Centre romand de formation des journalistes sur la pratique du journalisme de service et le décryptage de l'information aux consommateurs (dans le cadre de la semaine thématique: économie).
Très engagée dans le développement des outils numériques, elle a initié le lancement de plusieurs applications mobiles dont Alerte Budget, destiné aux jeunes, et Les Tests de Bon à Savoir, permettant de personnaliser les résultats des tests produits publiés en fonction de l'importance accordée par chacun aux critères d'évaluation. Ou encore les plateformes romande Plaintes.ch et alémanique Reklamation.ch sur lesquelles les consommateurs romands et alémaniques peuvent déposer leurs doléances à l'égard d'une société, d'une marque ou d'une enseigne. Les plaintes ainsi collectées débouchent sur un classement des entreprises selon l'importance qu'elles accordent à leurs relations clients.
En septembre 2018, elle quitte ses fonctions pour rejoindre la direction générale du groupe Aevis Victoria SA. Elle est nommée Chief Communication & Innovation Officer et consacre la plus grande partie de son activité à la branche santé de la holding : Swiss Medical Network, groupe privé d'hôpitaux, de cliniques et centres ambulatoires présent dans 13 cantons et dans les trois principales régions linguistiques du pays. En mars 2019, elle reprend également les départements RH et Formation et participe activement à leur réorganisation,.
Elle est membre du comité de la section suisse de Reporters sans frontières, association qui assure la promotion et la défense de la liberté d'informer et d'être informé partout dans le monde.
Elle a été membre du comité de pilotage de la filière de formation en communication lancée en 2020 par le Centre de Formation au Journalisme et aux Médias et dirigé par Myret Zaki.
Elle a siégé au Conseil d'administration du journal suisse d'informations économiques et financières L'Agefi de 2018 à fin 2020. Avant de rejoindre la direction du quotidien suisse romand Le Temps en qualité de directrice Stratégie et Développements.[réf. non conforme]
En novembre 2022, elle publie un livre consacré à la Turquie intitulé "Turquie, un pont entre deux mondes",,, dans la collection l'Âme des peuples des éditions belges Nevicata.

## Publications
- Guide de conversation Turc-Anglais, éditions Berlitz, 1988
- Le Guide des Successions[30], Éditions Plus, 2003
- Blonay, coups de cœurs[31], imprimé chez Corbaz, 2004
- Toutes vos assurances, Éditions Plus, 2005 (éditions ultérieures actualisées co-écrites avec Christian Chevrolet)
- Turquie, un pont entre deux mondes[26], éditions Nevicata, collection L'Âme des peuples